# 55 (číslo)
Padesát pět je přirozené číslo. Následuje po číslu padesát čtyři a předchází číslu padesát šest. Řadová číslovka je padesátý pátý nebo pětapadesátý. Římskými číslicemi se zapisuje LV.

## Věda

### Matematika
- 55 je v pořadí desáté číslo Fibonacciho posloupnosti.
- 55 je (kromě čísla 1) nejmenší číslo, které je zároveň trojúhelníkové i pyramidové a také sedmiúhelníkové.

### Chemie
- 55 je atomové číslo cesia

## Ostatní
- +55 je mezinárodní směrové číslo Brazílie
- 55 je číslo české silnice I. třídy – I/55

## Roky
- 55
- 55 př. n. l.